# Nematimermis enoplivora
Nematimermis enoplivora is een rondwormensoort uit de familie van de Mermithidae. De wetenschappelijke naam van de soort is voor het eerst geldig gepubliceerd in 1993 door Tchesunov & Spiridonov.